# ستيف ستيبانوفيتش
ستيف ستيبانوفيتش (بالإنجليزية: Steve Stipanovich)‏ مواليد 17 نوفمبر 1960 في سانت لويس، هو لاعب كرة سلة أمريكي سابق بدأ مسيرته الاحترافية في سنة 1983. تم اختياره من قبل فريق إنديانا بايسرز خلال الدرافت وحمل الرقم 40. يبلغ طوله 7 قدم 1 بوصة (2.2 م). اعتزل اللعب في 1988. أحرز خلال مسيرته في الإن بي إيه 5323 نقطة بمعدل 13.2 نقطة في المباراة الواحدة.

## روابط خارجية
- ستيف ستيبانوفيتش على موقع إن بي أي (الإنجليزية)
- ستيف ستيبانوفيتش على موقع سبورتس رفرنس (الإنجليزية)
- ستيف ستيبانوفيتش على موقع كلية كرة السلة في سبورتس رفرنس.كوم (الإنجليزية)
- ستيف ستيبانوفيتش على موقع ريلجم (الإنجليزية)
- ستيف ستيبانوفيتش على موقع بروبوليرز (الإنجليزية)
- ستيف ستيبانوفيتش على موقع قاعة ميسوري للمشاهير الرياضية (الإنجليزية)